# 超鼠特攻
《超鼠特攻》（英語：G-Force）是一部由傑瑞·布洛克海默製作、於2009年由華特迪士尼發行的美國3D電腦動畫電影。故事作者是柯馬克與瑪莉安·偉柏力（Marianne Wibberley & Cormac Wibberley），導演則是霍伊特·耶特曼（Hoyt Yeatman）。這部電影是霍伊特·耶特曼的第一部導演作品，他在之前也曾經參與過布洛克海默的不少作品，但是工作較偏向於視覺效果處理的方面。他們兩人合作的電影作品包括了《絕地任務》、《世界末日》以及《搶錢袋鼠》等。這部電影在美國的發行日期是故事是2009年7月24日，而以約三千萬美元的成績獲得了美國的票房冠軍。其故事其實就像是主角為天竺鼠版本的《不可能的任務》和《X戰警》。
這部電影也是迪士尼第一部真人和電腦動畫同時演出的3D電影，不包括兩部演唱會電影《孟漢娜和麥莉立體演唱會：兩全其美的世界》以及《強納斯兄弟演唱會》。而其製片團隊同時也是《神鬼奇航》和《國家寶藏》的同一批。這部3D電影呈現的方式為現在爭相競逐的3D科技，如杜比3D和RealD Cinema和RealD Cinema。
這部電影同時也是傑瑞·布洛克海默的第一部3D電影作品。

## 劇情

從左到右：吱喳、食神、百視達、一哥

故事開始於美國FBI的一個特殊特務單位，專門訓練各種動物成為祕密特務。這些動物都有一個特殊的機關，牠們可以透過這個類似耳機的機關和人類溝通。這個機構除了一個由蟑螂組成的部隊外，主要的團隊就是由三隻天竺鼠和一隻鼴鼠組成的：隊長一哥（Darwin）、擅長運輸工具的百事達（Blaster）、講究戰爭美學的吱喳（Juarez）以及專長電腦資訊的超能仔（Speckles）。另外，還有一隻叫做MO豬（Mooch）蒼蠅偵查員。這個單位的領導人班（Ben）為了要呈現業績給他的上級，於是就給了這些動物一項未經許可的任務：潛入全球最大家庭電器用品生產公司董事長李奧納德·塞拔（Leonard Saber）的住宅進行偵查。其實塞拔這幾年來一直都在受到FBI的調查。在這次的調查中，天竺鼠團隊成功從塞拔的電腦取回了一份有關在29小時內即將要發生的毀滅世界計畫資料。但是，在班的上級抵達他的機構時，超能仔卻發現從塞拔那裡帶回來的檔案只是一份有關塞拔公司咖啡機的資料且毫無用處。同時，班的上級同時也對班未經允許而派出任務這件事感到不滿，於是決定要關閉班的部門。在機構成員的幫助下，四隻天竺鼠和MO豬成功逃離機構，而繼續嘗試阻止塞拔的計畫，但是卻發現牠們被裝在一個寵物箱中，並被運送到了一家寵物店。
之後，牠們幾隻天竺鼠就被困在寵物店的展示箱中。在那裡，牠們遇到了貪吃的天竺鼠食神（Hurley）和一隻發了瘋的倉鼠巴奇（Bucky）。雖然百事達和吱喳成功被客人買走以找機會溜走，但超能仔卻在裝死之後被寵物店的老闆丟到了垃圾車中。這時，MO豬找到了班並告訴了他天竺鼠們的位置，但一哥卻在班抵達寵物店之前和食神一起逃離了。
百事達和吱喳在被買回家後成功逃離了牠們的主人而找到了班，並發現裝有塞拔計畫資料的PDA中有強大的毀滅性病毒，以致無法開啟計畫檔案。這時，一哥和食神也正往班這裡走來。在路上，一哥看到了一台塞拔電器的咖啡機，並打算調查它。沒想到，這個調查的舉動使這台咖啡機變成了一台強大的殺人機器。一哥成功將它引到了馬路上，才將咖啡機被車子輾死。這時，塞拔的嫌疑就已經確定了，於是一哥和食神就把這個咖啡機的零件帶回班的辦公室。但是，這時班卻對自己的團隊失去了信心，並告訴了天竺鼠們牠們並不是以前所講的「特殊基因改良品種」，而只是一般、普通的天竺鼠罷了。不過，食神卻給了牠們鼓勵，告訴牠們自己所能做到的事並不是一般的天竺鼠都能辦得到的，於是班就重新燃起了信心，決定繼續阻止塞拔的計畫。
但不巧的，FBI的探員一定要捉到那些天竺鼠，於是天竺鼠們就和FBI的探員發生了一場激烈的追逐戰，幸虧班製造了一種長得像鼠球的快速交通工具，才能逃過探員們。在牠們潛入塞拔的住宅後，和塞拔的電器用品變成的機器人進行了幾場戰鬥，卻導致團隊的成員分散了。最後只剩下一哥自己往塞拔的電腦主機跑去，打算用強烈的病毒來摧毀塞拔的主機。這時，塞拔卻很驚訝這個計畫導致的後果，他以為這只會讓他的產品互相連線，使使用者更方便使用，而不是變成一群造反的機器人。這時，FBI也到了現場來處理這件事，同時也發現了塞拔和這場事件一點關係都沒有。當一哥到達了主機時，發現這整件事情的謀事者竟然就是超能仔。超能仔在幼年時，整個家庭都被人類殺光了，於是早就計劃好要報復全人類，將外太空的太空垃圾吸到地球表面，使得人類無法生存。超能仔製造了一個巨大的機器人，它有強大的武器和吸引太空垃圾的工具，並阻止了FBI和警察包圍的部隊。後來，超能仔反悔了，並決定將這整個計畫停止，但是卻發現已經來不及了，唯一的辦法就是靠一哥那台被植了強大毀滅性病毒的PDA來阻止它。
最後，靠著天竺鼠們的表現，這個動物的部門就正式成為了FBI的機構，而團隊也增加了幾個新成員，包括了巴奇、食神和三隻小老鼠，而牠們都被授予了正式FBI探員的徽章。同時，塞拔的電器公司也收到了歷史上最多的退貨記錄，而超能仔就被要求要處理完所有的機器，取出晶片。故事結束。

## 演出人員

### 配音員
以下列出英文原版的動畫角色配音員：
| 山姆·洛克威（Sam Rockwell）           | 一哥   | Darwin   |
| 潘妮洛普·克魯茲（Penélope Cruz）      | 吱喳   | Juarez   |
| 崔西·摩根（Tracy Morgan）             | 百視達 | Blaster  |
| 強·法夫洛（Jon Favreau）              | 食神   | Hurley   |
| 史帝夫·布西米（Steve Buscemi）        | 巴奇   | Bucky    |
| 尼可拉斯·凱吉（Nicolas Cage）         | 超能仔 | Speckles |
| 迪·布拉雷·贝克尔（Dee Bradley Baker） | MO豬   | Mooch    |

### 演員
以下列出真人角色演員：
| 比·乃爾（Bill Nighy）                | 李奧納多·塞拔 | Leonard Saber |
| 威爾·阿奈特（Will Arnett）           | 基普          | Kip           |
| 查克·葛里芬納奇（Zach Galifianakis） | 班            | Ben           |
| 凱麗·加納（Kelli Garner）            | 瑪西          | Marcie        |
| 尼西·奈許（Niecy Nash）              | 羅莎莉塔      | Rosalita      |

## 評價
這部電影普遍獲得的評價較偏向負面。爛番茄網站中的影評統計有22%的負面評價，基於122篇評論得到的平均分數為10分中的4.5分。影評大多都有一個共識：「《鼠膽妙算》表現出了很好的動作效果，但是卻在角色和劇情上沒有特別突出。」不過，在Metacritic網站所獲得的前100名評論則拿到了比較平均的成績，基於17篇評論得到了44%的分數。
另外，芝加哥太陽報的羅傑·艾伯特給了這部電影4顆星中的2.5顆星，並說到：「《鼠膽妙算》是一部不討人嫌、和藹可親的3D電影，內容敘述了一個由天竺鼠組成的超級特務團隊要對抗一個想要利用他所製造的家庭電器來征服世界的電器產品業大亨。這部電影應該會受到各種年齡的小孩的歡迎。」不過，這部電影在美國上映的第一個週末拿到了票房第一名，總收入約為3100萬美元，超越了《哈利波特—混血王子的背叛》。截至2009年11月29日為止，這部電影總共獲得了約2.8億美元的收入，其中的1.6億美元是來自美國以外的地區。
负面评价一部分来自动物保护组织和饲养救助站。影片的不准确信息给人引起误导，其一豚鼠不能像仓鼠一样用“鼠球”，会对它们的脊椎造成伤害。其二，很多儿童观看影片之后要求父母购买豚鼠作为宠物，饲养之后发现真正豚鼠的性格并不是像影片里那么“酷”从而弃养。许多小型动物救助站一时“人”满为患。

## 外部連結
- 互联网电影数据库（IMDb）上《超鼠特攻》的资料（英文）
- Box Office Mojo上《超鼠特攻》的資料（英文）
- 爛番茄上《超鼠特攻》的資料（英文）
- AllMovie上《超鼠特攻》的资料（英文）
- 豚鼠特攻队新浪网主页 （页面存档备份，存于）